# Canon EOS-1Ds
La Canon EOS-1Ds è una fotocamera reflex digitale (DSLR) professionale presentata dalla Canon il 24 settembre 2002. È la prima fotocamera digitale Canon a montare un sensore a pieno formato e rappresenta il modello di punta Canon EOS fino al settembre 2004, quando è sostituita dalla Mark II. La risoluzione è di 11.4 megapixel su sensore CMOS. Come da tradizione Canon per le fotocamere di fascia professionale, è estremamente robusta e completamente tropicalizzata.
Le dimensioni sono 156 mm in larghezza, 157.6 mm in altezza, e 79.9 mm in profondità, pesa 1265 grammi senza batteria. Il corpo è basato sulla fotocamera a pellicola Canon EOS 1V.